# Осинки (Хахальский сельсовет)
Оси́нки —  деревня в городском округе Семёновский Нижегородской области России. Входит в состав Хахальского сельсовета.

## География
Деревня находится в километре севернее от истока реки Рустайчик, в 13 км от административного центра сельсовета — деревни Хахалы и 65 км от областного центра — Нижнего Новгорода.
Часовой пояс
Осинки, как и вся Нижегородская область, находится в часовой зоне МСК (московское время). Смещение применяемого времени относительно UTC составляет +3:00.

## Население
| 2002 | 2010 |
| ---- | ---- |
| 14   | ↘9   |